# Litavka
Litavka (německy Littawa) je přítok Berounky, říčka, sbírající vodu z centrálních Brd, pod vrchy Malý Tok, Hradiště a Tok v okrese Příbram. Je dlouhá 54,9 km. Plocha povodí měří 628,8 km².

## Průběh toku

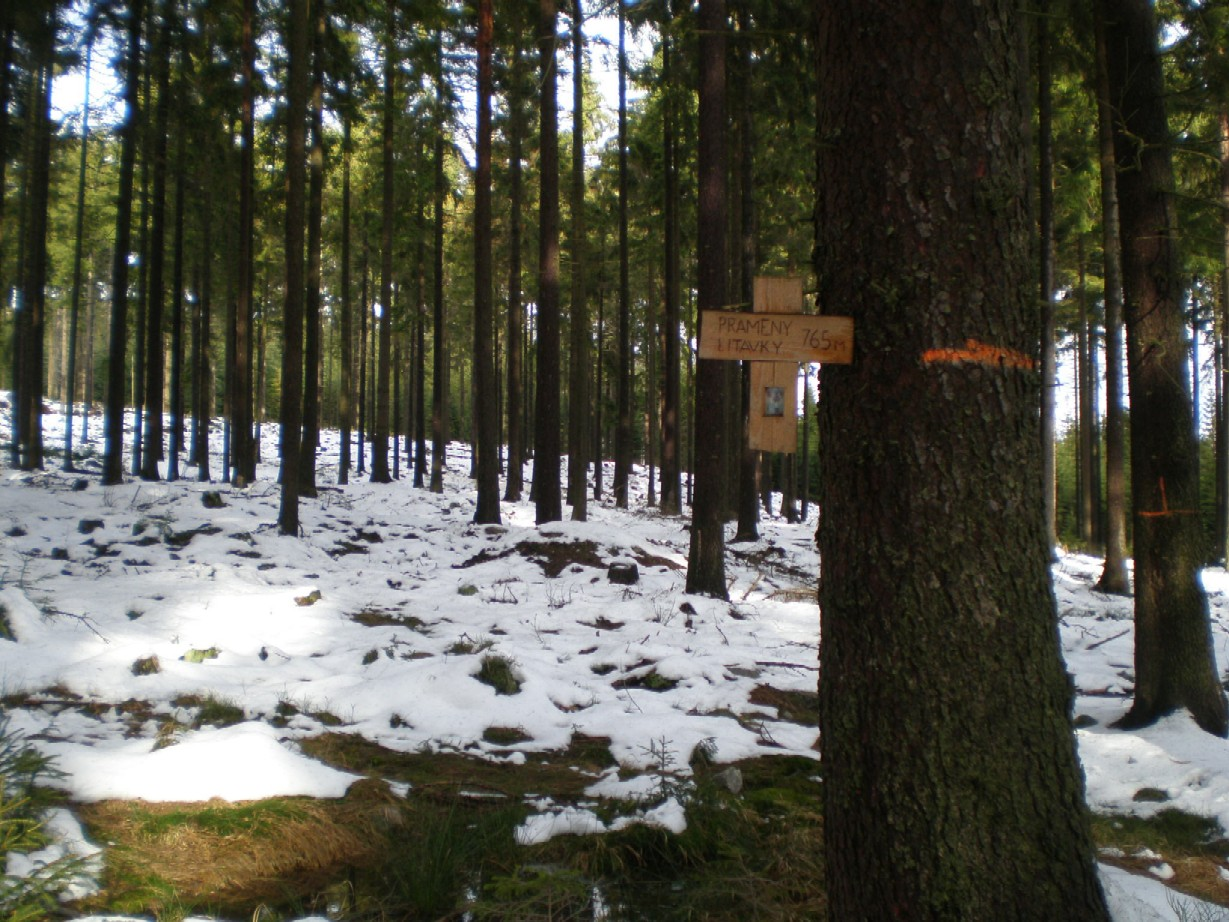
Pramen Litavky

Pramení v nadmořské výšce 762 m na východním svahu Malého Toku v CHKO Brdy ve vzdálenosti 2 km severovýchodně od obce Nepomuk. Prvních několik kilometrů spadá z kopců jihovýchodním směrem přes obec Láz, ale záhy se před Bohutínem nadlouho stáčí k severovýchodu až severu. Protéká Březovými Horami v Příbrami, Trhovými Dušníky a za Bratkovicemi vstupuje do hlubokého, 12 km dlouhého, údolí, oddělujícího centrální Brdy od jejich východní části – Hřebenů. Zde přes Dominikální Paseky, Čenkov, Jince a Rejkovice sleduje tok říčky i silnice II/118 a železniční trať č. 200. Před Lochovicemi vtéká opět do otevřené krajiny a stále severním směrem teče přes Libomyšl a Chodouň ke Zdicím, kde se obrací k severovýchodu na závěrečné kilometry své cesty. Přes Králův Dvůr pokračuje do Berouna, kde v nadmořské výšce 218 m ústí zprava do Berounky.

### Větší přítoky
Významnější přítoky (levý/pravý) jsou Obecnický (Čepkovský) potok (L) ve Lhotě u Příbramě, Příbramský potok (P) v Trhových Dušníkách, Ohrazenický potok (L) v Jincích, Chumava (P) v Libomyšli, Červený potok (L) ve Zdicích a Suchomastský potok (P) v Králově Dvoře.

## Vodní režim

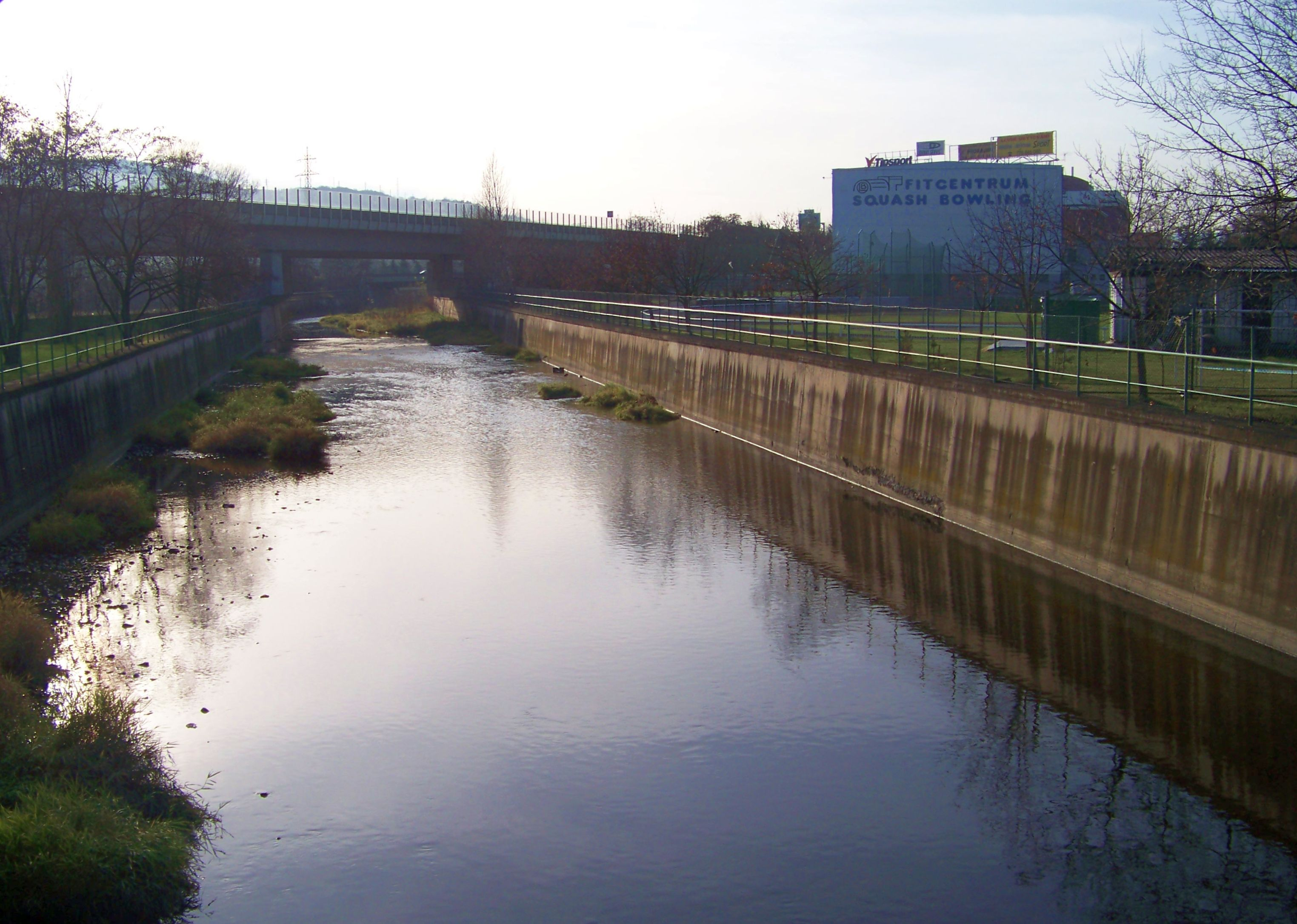
Litavka v Berouně

Průměrný průtok u ústí činí 2,6 m³/s.
Hlásné profily:
| místo   | říční km | plocha povodí | průměrný průtok (Qa) | stoletá voda (Q100) |
| ------- | -------- | ------------- | -------------------- | ------------------- |
| Příbram | 43,55    | 43,40 km²     | 0,28 m³/s            | 49,0 m³/s           |
| Čenkov  | 28,80    | 158,19 km²    | 0,91 m³/s            | 114,0 m³/s          |
| Beroun  | 1,10     | 625,49 km²    | 2,54 m³/s            | 327,0 m³/s          |

## Využití
Vodácky je využíván úsek z Březových Hor do Lochovic a dále k ústí.

## Mlýny
Mlýny jsou seřazeny po směru toku potoka.
- Medalův mlýn – Hluboš čp. 84, okres Příbram
- Luční mlýn – Obora čp. 1, Lochovice, okres Beroun, kulturní památka